# 雅皮士街

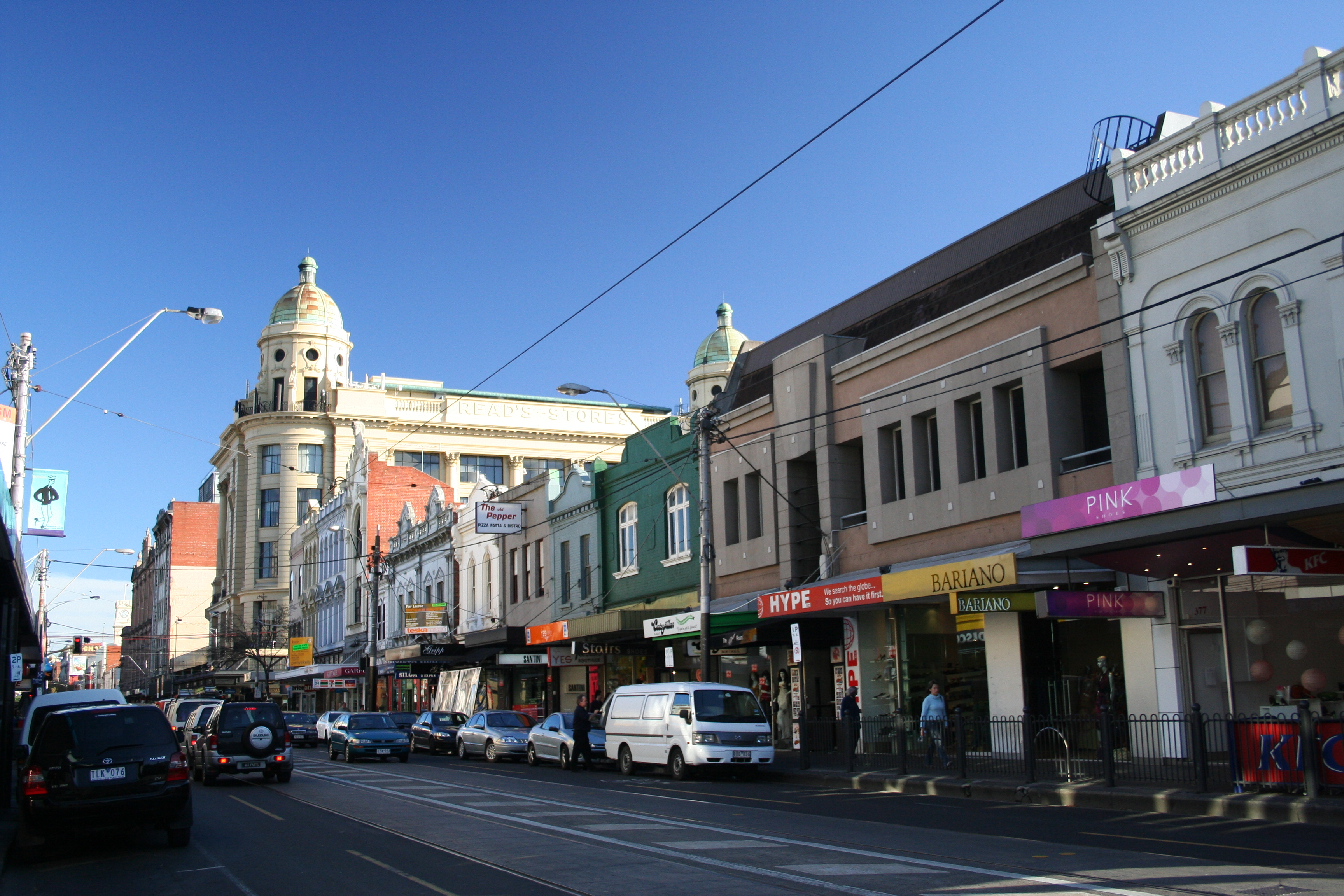
雅皮士街

雅皮士街（Chapel Street）是澳大利亚墨尔本的一条笔直的街道，南北走向，全长4.14公里，北到雅拉河，南到布莱顿路（Brighton Road），穿过墨尔本东南部的若干近郊区：南雅拉（South Yarra）、普拉兰（Prahran）、温莎（Windsor）、圣基尔达（St Kilda）和圣基尔达东（St Kilda East）。主要街道交叉口为亚历山德拉大道（Alexandra Avenue）、图拉克路（Toorak Road）、商业路（Commercial Road）、高街（High Street）、丹德农路（Dandenong Road）、阿尔玛路（Alma Road）、因克曼街（Inkerman Street）和卡莱尔街（Carlisle Street）。
78路有轨电车从里士满到圣基尔达，沿着雅皮士街的全程行驶。3路、5路、6路、58路、64路、72路有轨电车均与雅皮士街相交。桑德林汉姆铁路（Sandringham line）的多个车站，包括南雅拉站（South Yarra）、普拉兰站（Prahran）、温莎站（Windsor）和巴拉克拉瓦站（Balaclava）都在雅皮士街300米范围内。
雅皮士街集中了古董、艺廊的特色街区，主要提供优质的家居生活用品。街区中也有一些餐厅、咖啡店，许多澳大利亚时装品牌（如Collette Dinnigan、Alannah Hill）在此设有店铺。获多个杂志介绍的Dinosaur Designs也在这条街上落脚。Caffe e Cucina是街上最出名的咖啡馆，主打意大利咖啡，曾获《世纪报》“Good Food Guide”栏目多次推荐。

## 历史
1849年，约瑟夫·克鲁克在雅皮士街建造了第一座房子，当时这条街称为菲茨罗伊路。雅皮士街得名于普拉兰的第一座教堂，是一座公理会教堂，建于1850年至1852年间，位于东侧马尔文路（Malvern Road）以北100米处。第一位牧师是威廉·莫斯牧师。1888年，莫斯牧师在柯林斯街公理会发表演讲说：“我们的礼拜堂是普拉兰地区唯一的礼拜场所，最终将这座繁荣城市的商业街命名为礼拜堂街”。这座教堂于1859年关闭，用作学校建筑，直到1883年左右被拆除。雅皮士街商业区唯一幸存的教堂是浸信会教堂，19世纪50年代建于威尔逊街拐角处，现在是爱尔兰主题酒吧 Bridie O'Reilly’s.

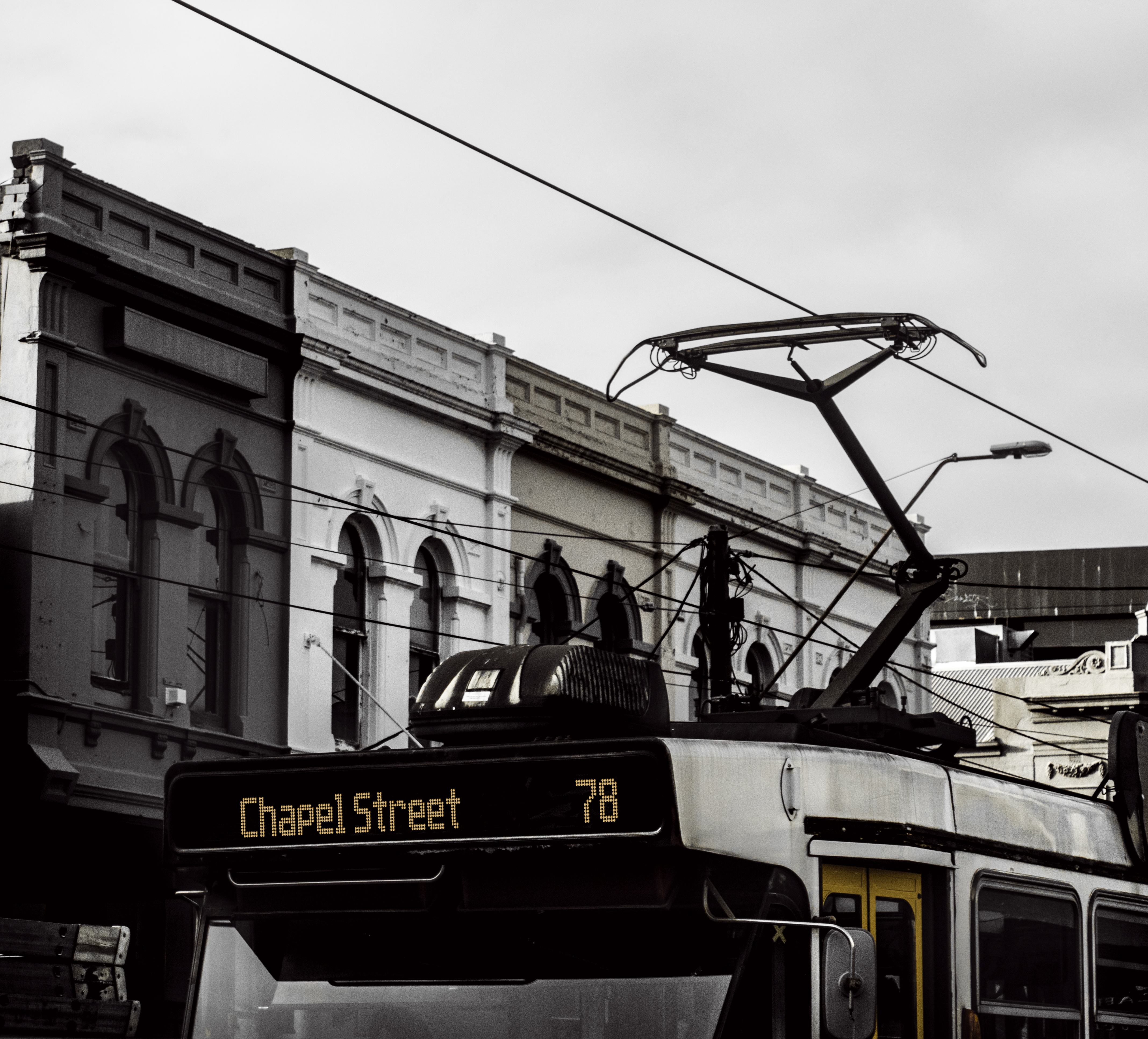
Tram on Chapel Street
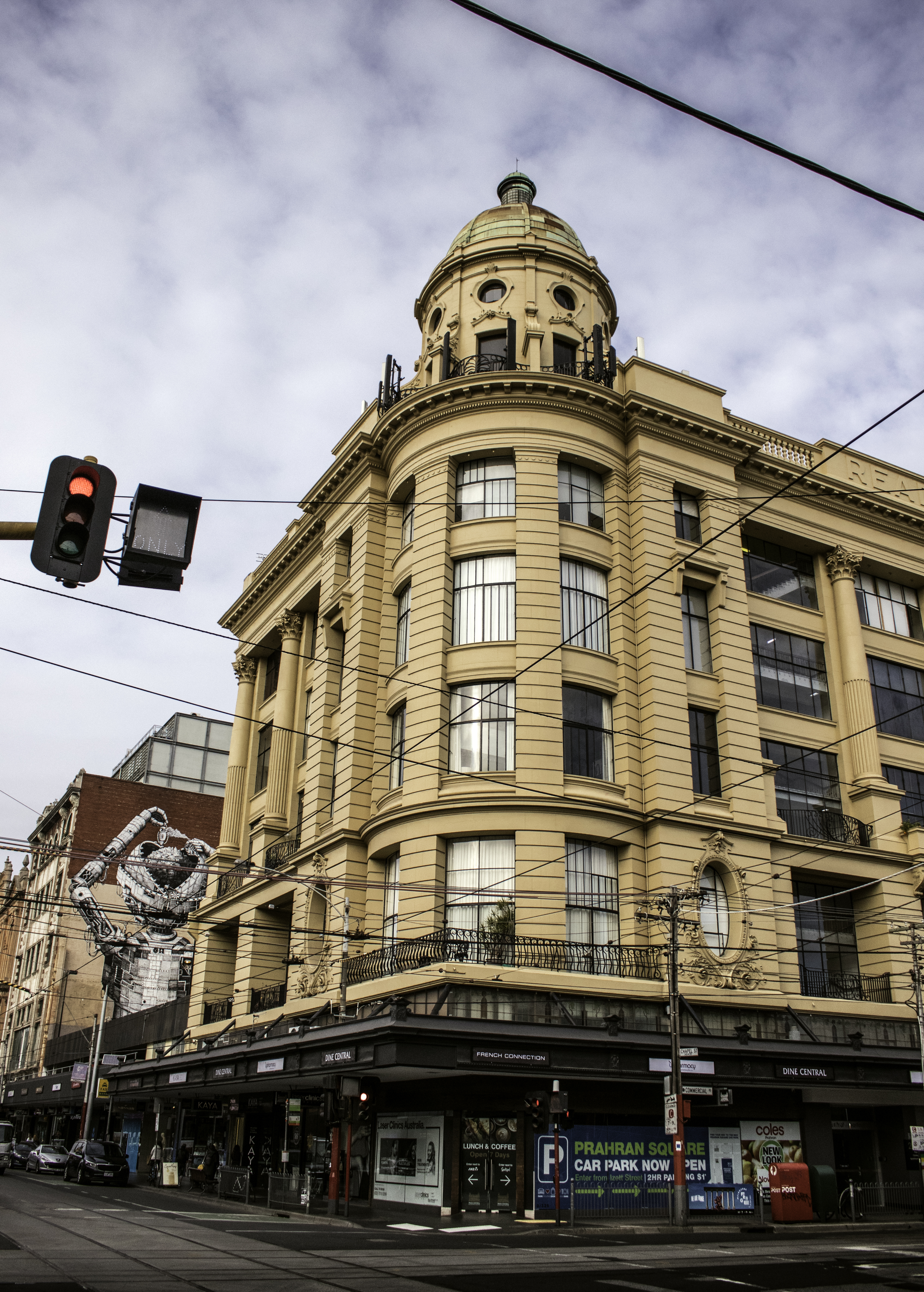
Pran Central Building, on the corner of Chapel Street and Commercial Road
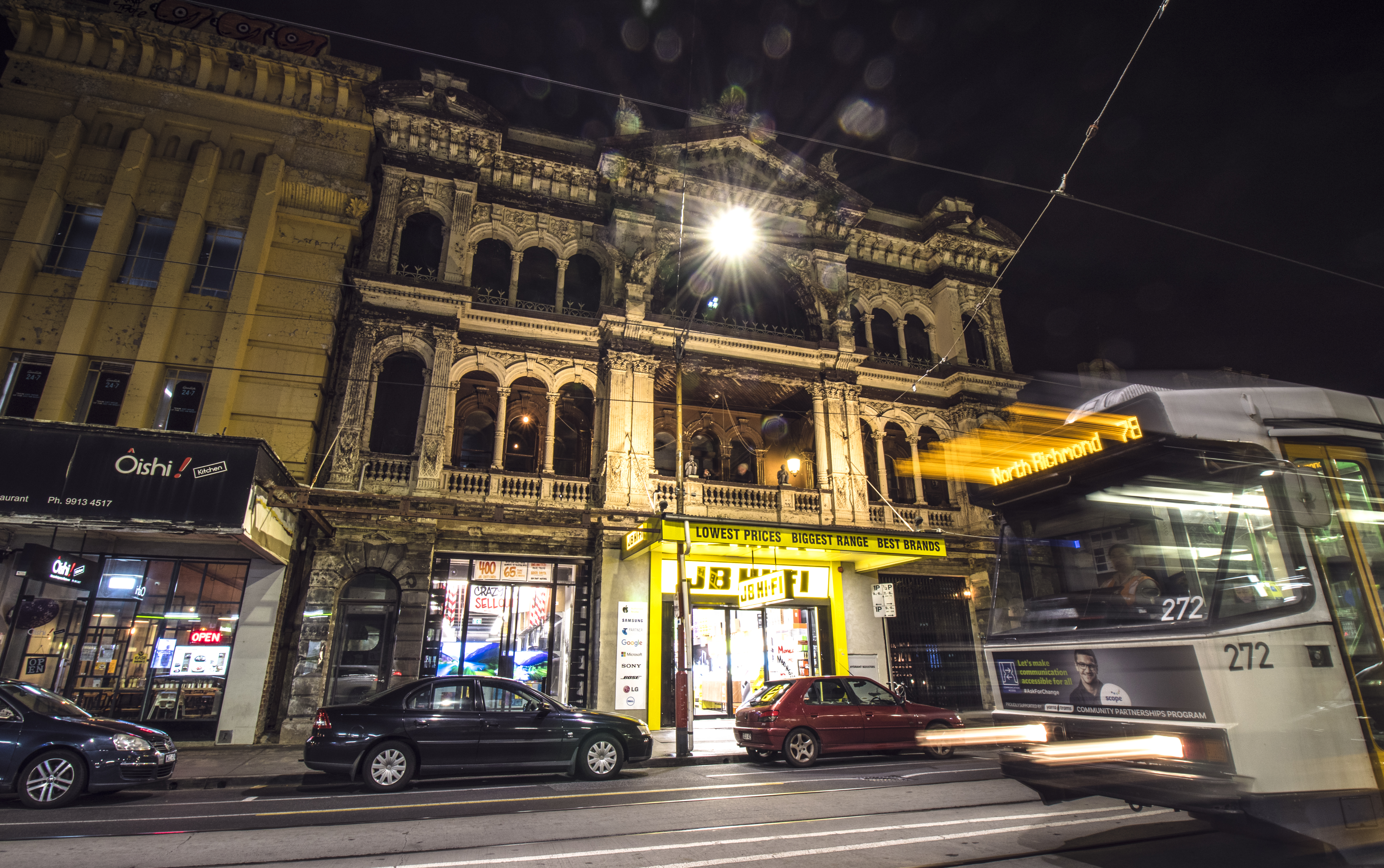
JB Hi-Fi building on Chapel Street, Prahran
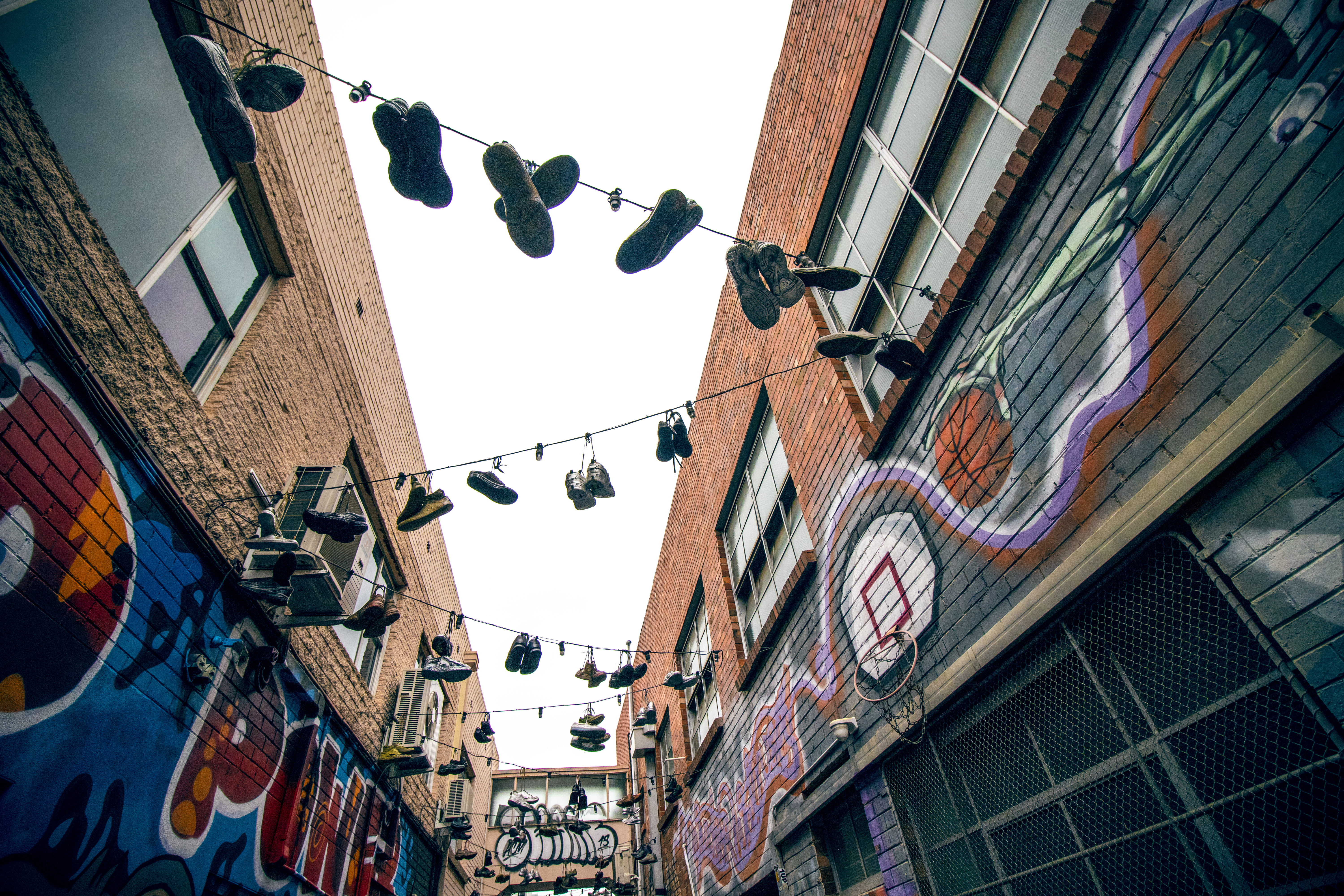
Sneakers hanging in Sneaker Lane in Windsor, Chapel Street